# November 2007
November 2007 se je začel v četrtek in se po 30 dneh končal na petek. 

## Arhivirane novice
| november 2007 |
| - Pervez Mušaraf je razglasil izredne razmere v Pakistanu (Siol.net) - Jaroslaw Kaczynski, predsednik vlade Poljske, je odstopil zaradi nedavnega poraza na parlamentarnih volitvah (Siol.net) - Italijanska policija je aretirala Salvatoreja Lo Piccola, vodjo sicilijanske mafije (Siol.net) - Danilo Türk je bil v 2. krogu predsedniških volitev 2007 izvoljen za 3. predsednika Slovenije. Državna volilna komisija |